# WiMAX
Standardul IEEE802.16 “Air Interface for Fixed Broadband Wireless Access Systems” este cunoscut și ca interfață aeriană IEEE WirelessMAN. Această tehnologie a fost proiectată să ofere access fară fir de bandă largă în rețele metropolitane cu performanțe comparabile cu cablul tradițional, DSL, și T1. Avantajele sistemelor bazate pe 802.16 sunt multiple: abilitatea de a porni rapid acest serviciu chiar și în zone unde ar fi greu de ajuns cu interfețe pe bază de cablu, evitarea costurilor mari de instalare, și posibilitatea de a depași limitările fizice ale infrastructurilor tradiționale cu conexiune prin fir. Instalarea unei conexiuni prin fir cu bandă largă pe baza de cablu sau DSL poate fi un proces consumator de timp, având ca rezultat faptul că un mare număr de zone din toată lumea nu are acces la conexiuni de bandă largă. Tehnologia fară fir 802.16 oferă o modalitate flexibilă, eficientă din punct de vedere al costurilor, bazată pe standarde, de a umple aceste lipsuri în acoperirea de bandă largă.
Bazîndu-se pe experiența a sute de ingineri din industria comunicațiilor, IEEE a stabilit o ierarhie de standarde wireless complementare. Sunt incluse IEEE 802.15 pentru Personal Area Network (PAN), IEEE 802.11 pentru Local Area Network (LAN), 802.16 pentru Metropolitan Area Network, și IEEE 802.20 pentru Wide Area Network (WAN). Fiecare standard reprezintă tehnologia optimizată pentru piețe distincte și modele de folosire diferite și sunt create pentru a fi complementare. Creșterea răspîndirii rețelelor fără fir crește cererea de legături broadband catre Internet, cerere care poate fi acoperită de 802.16 prin oferta de conexiuni outdoor pe distanțe mari către providerii de servicii.
În ianuarie 2003, IEEE a aprobat standardul 802.16a care acoperă banda de frecvențe între 2 GHz și 11 GHz. Acest standard este o extensie a standardului IEEE 802.16 pentru 10-66 GHz publicat în Aprilie 2002. Frecvențele sub 11Ghz oferă posibilitatea de a avea conexiuni în medii în care copacii sau construcțiile s-ar putea interpune pe linia de vizibilitate a conexiunii.
Cea mai obișnuită configurație 802.16a constă într-o stație de bază montată pe o clădire sau un turn de comunicații, care functioneaza pe principiul point to multi-point(PMP) și stațiile abonaților aflate în birouri sau case. 802.16a are o arie de acoperire de 30 mile cu raza unei celule de 4-6 mile. În raza celulei de acoperire performanțele non-line-of-sight(NLoS) și viteza sunt optime. Adițional 802.16a oferă o tehnologie wireless backhaul ideală pentru a conecta rețele fără fir 802.11 LAN și puncte de interes prin intermediul Internetului. Tehnologia fără fir 802.16a dă posibilitatea afacerilor să instaleze puncte de interes în locații unde conexiunea prin fir nu poate fi instalată sau se instalează într-un interval de timp foarte mare. În acest fel această tehnologie oferă providerilor de servicii o modalitate de a creste piața utilizatorilor particulari la comunicații pe bandă largă.
Cu rate de transfer de pană la 75Mbps o singură stație de bază oferă suficientă bandă pentru a suporta simultan 60 de afaceri cu conexiune de nivel T1 și sute de case cu conexiune de tip nivel DSL utilizand 20MHz din banda canalului. Pentru a suporta un model de afaceri profitabil, operatorii și providerii de servicii trebuie sa sustină un amestec de clienți din clasa afaceri (cu abonamente cu prețuri ridicate) și un număr foarte mare de abonați casnici. 802.16a ajută la realizarea acestor cerințe prin suportarea de nivele de servicii differențiate ce pot include nivele T1 garantate pentru afaceri sau nivele DSL pentru consumatorii casnici. Specificațiile 802.16 includ de asemenea și opțiuni pentru securitate și QoS necesare pentru a suporta servicii care necesită latență mică, cum ar fi voce și video. Serviciile de voce ale 802.16 pot fi traditionalul TDMV (Time Division Multiplexed Voice) sau Voice over IP (VoIP).

## Avantaje
WiMAX este văzut ca o soluție pentru accesul la Internet în mediul rural.
Raza de acțiune a emițătorului este de aproximativ 30-50 de kilometri.
Principalul atu al WiMAX îl constituie raportul calitate-preț.
Viteza de accesare a Internetului este de pâna la 70-75 Mbps, iar costurile sunt destul de mici.

## WiMAX în România
În România prima rețea WiMAX a fost dată în folosință pe data de 25 martie 2011 cu 5 stații de bază în București. În prezent există 350 de stații de bază în majoritatea orașelor, cea mai mare acoperire fiind în București și Ploiești (peste 75%)